# パシフィス大陸
パシフィス大陸（パシフィスたいりく、Pacific、太平洋大陸）とは、仮想上の大陸の一つで、かつてポリネシアに共通する文化の分布を説明するために、太平洋の中央にあったと仮定されていた。地質学的には大陸の存在した証拠が見出されておらず、存在は否定的である。名称はパシフィック・オーシャン（太平洋）にちなむ。同じく太平洋上にあったと仮定されているムー大陸説の焼き直し要素が強い。